# Liste des volcans de la Dominique
Cet article recense les volcans de l'île de la Dominique située dans les Petites Antilles. 

## Liste
Liste des volcans de l'île de la Dominique classée par ordre d'altitudes du plus haut sommet au plus bas.
| Nom                | Altitude | Dernière éruption | Coordonnées                  |
| ------------------ | -------- | ----------------- | ---------------------------- |
| Morne Diablotins   | 1 447 m  | Pléistocène       | 15° 30′ N, 61° 23′ O         |
| Morne Trois Pitons | 1 423 m  | 920               | 15° 22′ N, 61° 19′ O         |
| Morne Watt         | 1 224 m  | 1997              | 15° 18′ N, 61° 18′ O         |
| Morne Anglais      | 1 122 m  | Inconnue          | 15° 18′ N, 61° 18′ O         |
| Morne Plat Pays    | 960 m    | 1270              | 15° 15′ 18″ N, 61° 20′ 28″ O |
| Morne aux Diables  | 861 m    | Inconnue          | 15° 36′ N, 61° 26′ O         |
| Morne Macaque      | 560 m    | Inconnue          | 15° 20′ N, 61° 20′ O         |